# Macoma coani
Macoma coani is een tweekleppigensoort uit de familie van de Tellinidae. De wetenschappelijke naam van de soort is voor het eerst geldig gepubliceerd in 1999 door Kafanov & Lutaenko.